# Patrice Gabriel Bernard de Montessus de Rully
Patrice Gabriel Bernard de Montessus, comte de Rully (10 août 1761, Chalon-sur-Saône - 25 février 1831, Paris) est un général et homme politique français, député aux États généraux de 1789.

## Biographie
Fils de Charles François Bernard de Montessus, marquis de Rully, comte de Bellevêvre, page de la Petite Écurie et officier de cavalerie, et de Ferdinande de Vaudrey. Il entre très jeune dans les armées du roi,  en mai 1776, comme sous-lieutenant au régiment du Roi-infanterie,. Il devient capitaine le 27 octobre 1789.
En 1785, il est admis aux honneurs de la Cour avec le titre de « comte ».
Colonel du régiment de Maine, il est élu député suppléant de la noblesse aux États généraux par le bailliage de Chalon-sur-Saône, le 5 avril 1789. Rully est admis à siéger, le 10 novembre suivant, à la suite de la démission de Claude-Henry-Étienne Bernard de Sassenay.
En 1791, il émigre et sert à l'armée de Condé, faisant campagne contre la République jusqu'en 1796.
Il ne rentre en France que le 24 avril 1814, sur le même bateau que Louis XVIII.
Nommé maréchal de camp en 1803 par le comte de Provence, il est confirmé dans ce grade, le 12 septembre 1814, après le retour des Bourbons, il est promu lieutenant général le 1er juillet 1815.
Le 17 août 1815, il est appelé à la Chambre des pairs. Il vote pour la mort dans le procès du maréchal Ney, et quitte la Chambre haute à la révolution de juillet 1830, pour ne pas prêter serment.
Aide de camp et premier gentilhomme de Louis VI Henri de Bourbon-Condé, il épouse Adélaïde de Bourbon (1780-1874), fille naturelle de ce prince et de Marguerite-Catherine Michelot. Veuve, Adélaïde épousera en secondes noces le marquis de Chaumont-Quitry (qui, d'un premier mariage avec Stéphanie Tascher de La Pagerie, duchesse d'Arenberg, eut notamment pour enfant Odon de Chaumont-Quitry).

## Sources
- « Patrice Gabriel Bernard de Montessus de Rully », dans Adolphe Robert et Gaston Cougny, Dictionnaire des parlementaires français, Edgar Bourloton, 1889-1891 [détail de l’édition]